# Trichangium vinosum
Trichangium vinosum är en svampart som beskrevs av Kirschst. 1935. Trichangium vinosum ingår i släktet Trichangium, ordningen disksvampar, klassen Leotiomycetes, divisionen sporsäcksvampar och riket svampar.   Inga underarter finns listade i Catalogue of Life.